# Лео Куннас
Лео Куннас (народився 14 листопада 1967) — естонський колишній військовий офіцер і письменник-фантаст.
Куннас народився в селі Клійма, муніципалітету Виру. Після закінчення Академії національної оборони Фінляндії у 1994 році Куннас був командиром Бойової школи сил оборони (Меегомяе, Виру). Він також був першим командиром Естонської військової академії в 1997—1999 роках (на той час розташовувалася в Таллінні).
У 2003—2007 роках він був начальником оперативного управління (J3) Генерального штабу Сил оборони Естонії в званні підполковника. Після закінчення Університету національної оборони США (Норфолк, Вірджинія) у 2005 році він служив штабним офіцером в операції «Свобода Іраку» в МНД-Багдад 3. BCT.
Восени 2007 року Куннас пішов у відставку. Причиною його відставки стало питання зміни конституції Естонії, запропоноване парламенту президентом Тоомасом Гендріком Ільвесом.
Після своєї відставки у численних статтях він відстоював такі погляди: Зміна Конституції Естонії була б серйозною помилкою. Скасування ролі президента як верховного головнокомандувача силами оборони і надання цієї ролі міністру оборони є небезпечним. Ця зміна не сприятиме цивільному контролю над Силами оборони Естонії, але дасть чиновникам МО необмежену владу над Силами оборони Естонії та політизує офіцерський і сержантський корпус. Естонська нація повинна бути готова захищати себе за допомогою добре підготовленої резервної армії в рамках НАТО. Слабкою стороною членства Естонії в НАТО є відсутність будь-яких військових планів щодо захисту Балтії, а це означає, що хоча допомога врешті-решт надійде (він не сперечається щодо статті 5), без надійної самооборони Естонія буде окупована. Він має на увазі дослідження RAND 2003 року «Країни Балтії та членство в НАТО». Росія є найсерйознішим геополітичним фактором безпеки Естонії, про який не можна забувати в оборонному плануванні. Він стверджує, що Естонія повинна планувати найгірший сценарій, і це є причиною збільшення естонського резервного компоненту до 40 000 резервістів (операційна структура військового часу зараз становить близько 16 000). Міністерство оборони Естонії не зробило нічого для розвитку надійних можливостей самооборони і зосереджується лише на міжнародних місіях.
Реакція естонського суспільства та урядових кіл має подвійний характер. З одного боку, генерал-лейтенант у відставці Йоганнес Керт вважає, що Лео Куннас є одним із небагатьох людей в Естонії, які мають аналітичне та дуже чітке бачення питань оборони Естонії. Представники МО Естонії (і особливо екс-міністр оборони Юрген Лігі) категорично проти поглядів Куннаса.

## Освіта
Лео Куннас вивчав історію, філософію та політику в таких університетах:
- 1989—1991 — Естонський гуманітарний інститут
- 1991 р. — Гельсінський університет

Військова освіта:
- 1992—1994 Фінська національна академія оборони — 1. Естонський офіцерський курс
- 2001—2002 Фінська національна академія оборони — курс старшого штабного офіцера
- 2005 Університет національної оборони США (Норфолк, Вірджинія)

## Військова кар'єра

### Естонська армія
- 1992 Енсин
- 1994 Старший лейтенант
- 1995 Перший лейтенант
- 1997 Капітан
- 1999 Майор
- 2003 Підполковник

## Беллетристика

### Романи
- 1990 — «Світ невгасимого світла»
- 2001 — «Слуга солдатського бога»
- 2008 — «Ґорт Ашрин» Частина I «Перед останньою війною»
- 2009 — «Ґорт Ашрин» Частина IІ «Війна»
- 2010 — «Ґорт Ашрин» Частина ІІI «Мир»

### Документальні оповіді
- 2006 — «Мить довгої війни» — деякі частини доступні он-лайн[9]

### Статті та інтерв'ю в естонських газетах
- «Põhiseaduslik korratus ilma kaitseväe juhatajata» (Конституційний безлад без керівника сил оборони)- Postimees 03.10.2007[10]
- «NATO nõrgeneb — mida teha?» (НАТО слабшає — що робити?) — Eesti Päevaleht 28.11.07[11]
- «Eesti 2007: Pyrrhose võit» (Естонія 2007: Піррова перемога) — Eesti Päevaleht 31.12.07[12]
- «Lõiv õhukesele riigile» (Данина «худої» країни) — Eesti Päevaleht 29.01.08[13]
- «35 viga iseseisva kaitsevõime ülesehitamisel» (35 помилок у побудові самозахисту) — Eesti Ekspress 07.02.2008[14]
- «Eesti: raua ja verega sündinud riik» (Естонія: країна, народжена залізом і кров'ю) — Eesti Päevaleht 21.02.08[15]
- «Läti saatuslik valik» (Доленосний вибір Латвії) — «Eesti Päevaleht» 06.03.2008
- «Eesti kui A-grupi potensiaalne konfliktikolle» (Естонія як потенційне джерело конфлікту в групі А) — «Eesti Päevaleht» 08.04.2008.[16]
- «Riigikaitse juriidiline rägastik» (Правовий лабіринт захисту країни) — «Eesti Päevaleht» 20.04.2008.[17]
- «Müüt rahuaja kaitseväest» (Міф про сили оборони мирного часу) — «Eesti Päevaleht» 22.04.2008.[18]
- «Kaitsekulutuste suurendamine: mille arvelt?» (Збільшення витрат на оборону: якою ціною?) — «Eesti Päevaleht» 28.07.2008.[19]
- «Лео Куннас: Естонці повинні самі захищати свою країну.» (Estonians shall defend their country oneselves) — «Postimees» 14.08.2008.[20]

## Цікаві факти
У віці 16 років Лео Куннас був засуджений до радянської в'язниці за спробу перетину кордону та зберігання вогнепальної зброї. Одним із прокурорів був Айн Сеппік, колишній комуніст і нинішній естонський високопоставлений політик. Куннас згадує роки жорстокого ув'язнення у своєму романі «Світ вічного світла», який отримав щорічну премію Looming у 1991 році. Його роман «Слуга солдатського бога» отримав друге місце на конкурсі естонського роману 2000 року.
У 2007 році Асоціація журналістів Естонії оголосила його статтю «Eesti 2007: Phyrrose võit» найкращою статтею року.

## Особисте життя
Його дружина Кая Куннас — журналістка. У Лео Куннаса троє дітей.